# Edward Caruthers
Edward Caruthers (Estados Unidos, 13 de abril de 1945) es un atleta estadounidense retirado, especializado en la prueba de salto de altura en la que llegó a ser subcampeón olímpico en 1968.

## Carrera deportiva
En los JJ. OO. de México 1968 ganó la medalla de plata en el salto de altura, con un salto por encima de 2.22 metros, tras su compatriota Dick Fosbury (récord olímpico con 2.24 metros) y por delante del soviético Valentin Gavrilov (bronce con 2.20 m).